# Laura Haddock
Laura Jane Haddock (ur. 21 sierpnia 1985) – angielska aktorka, która grała m.in. w filmie Strażnicy Galaktyki i jego kontynuacji, a także w Transformers: Ostatni rycerz.

## Życie prywatne
W 2013 poślubiła Sama Claflina, lecz w 2019 para ogłosiła rozstanie. Mają razem dwójkę dzieci: syna Pipa (ur. 2015) i córkę Margot (ur. 2018).

## Filmografia

### Filmy
| Rok  | Tytuł                             | Rola            | Uwagi                                             |
| ---- | --------------------------------- | --------------- | ------------------------------------------------- |
| 2007 | Kolor Magii                       | Bethan          | film telewizyjny                                  |
| 2008 | Marple: A Pocket Full of Rye      | Panna Grosvenor | film telewizyjny                                  |
| 2011 | Kapitan Ameryka: Pierwsze starcie | Fanka           | w napisach jako „Autograph Seeker”                |
| 2011 | Seksualni, niebezpieczni          | Alison          | Nominacja – Empire Award for Best Female Newcomer |
| 2011 | Rage of the Yeti                  | Ashley          | film telewizyjny                                  |
| 2012 | Storage 24                        | Nikki           |                                                   |
| 2012 | House Cocktail                    | The Beautiful   | krótkometrażowy                                   |
| 2014 | Strażnicy Galaktyki               | Meredith Quill  |                                                   |
| 2014 | A Wonderful Christmas Time        | Cherie          |                                                   |
| 2015 | Superbob                          | June            |                                                   |
| 2017 | Strażnicy Galaktyki vol. 2        | Meredith Quill  |                                                   |
| 2017 | Transformers: Ostatni rycerz      | Vivian Wembley  |                                                   |
| 2021 | The Laureate                      | Nancy Nicholson |                                                   |
| 2022 | Hill of Vision                    | Lucy Ramberg    |                                                   |
| 2022 | Downton Abbey: Nowa epoka         | Myrna Dalgleish |                                                   |
| 2024 | Tyger                             | Hannah          |                                                   |
| 2024 | Damaged                           | Marie           |                                                   |

### Seriale telewizyjne
| Rok       | Tytuł                     | Rola                            | Uwagi          |
| --------- | ------------------------- | ------------------------------- | -------------- |
| 2008      | Honest                    | Kacie Carter                    | 6 odc.         |
| 2008      | The Palace                | lady Arabella Worthesley Wolsey | 2 odcinki      |
| 2009      | Monday Monday             | Natasha                         | 7 odc.         |
| 2009–2011 | Jak nie być sobą          | Samantha                        | 14 odc.        |
| 2011      | Strike Back: Project Dawn | dr Clare Somersby               | 2 odcinki      |
| 2012      | Na salonach i w suterenie | Beryl Ballard                   | 6 odc.         |
| 2012      | Poszukiwani               | Susan Grantham                  | 2 odcinki      |
| 2013      | Dancing on the Edge       | Josephine                       | 1 odcinek      |
| 2014      | Ripper Street             | Lady Vera                       | 1 odcinek      |
| 2013–2015 | Demony da Vinci           | Lucrezia Donati                 | główna rola    |
| 2015      | Luther                    | Megan Cantor                    | 2 odcinki      |
| 2016      | Muszkieterowie            | Pauline                         | 1 odcinek      |
| 2016      | The Level                 | Hayley Svrcek                   | 6 odcinków     |
| 2019      | Obserwowani (The Capture) | Hannah Roberts                  | 6 odcinków     |
| 2020      | White Lines               | Zoe Walker                      | w gł. obsadzie |
| 2022      | Zwerbowany                | Max Meladze                     | w gł. obsadzie |